# Ясногородка (Вознесенський район)
Ясногоро́дка —  село в Україні, в Єланецькій селищній громаді Вознесенського району Миколаївської області. Населення становить 451 осіб. До 2020 року орган місцевого самоврядування — Ясногородська сільська рада.

## Населення

### Мова
Розподіл населення за рідною мовою за даними перепису 2001 року:
| Мова       | Кількість | Відсоток |
| ---------- | --------- | -------- |
| українська | 426       | 94.46%   |
| румунська  | 14        | 3.10%    |
| російська  | 11        | 2.44%    |
| Усього     | 451       | 100%     |